# Pata (Eslovàquia)
Pata és un poble i municipi d'Eslovàquia que es troba a la regió de Trnava, a l'oest del país. El 2023 tenia 3.273 habitants.

## Història
La primera menció escrita de la vila es remunta al 1138.

## Demografia
| Godina             | 1994 | 2004   | 2014   | 2024   |
| ------------------ | ---- | ------ | ------ | ------ |
| Nombre de persones | 2906 | 3051   | 3077   | 3274   |
| Diferència         |      | +4,98% | +0,85% | +6,40% |

| Godina             | 2023 | 2024   |
| ------------------ | ---- | ------ |
| Nombre de persones | 3273 | 3274   |
| Diferència         |      | +0,03% |